# Saison 2014 de l'équipe cycliste Boels Dolmans
La saison 2014 de l'équipe cycliste Boels Dolmans est la cinquième de l'équipe Boels Dolmans. L'équipe recrute la Néerlandaise et championne du monde contre-la-montre Ellen van Dijk, l'Américaine Megan Guarnier et la championne luxembourgeoise Christine Majerus. L'équipe récolte de nombreux succès dans les épreuves de Coupe du monde, Ellen van Dijk remportant le Tour des Flandres, tandis que Lizzie Armitstead gagne le Tour de Drenthe et surtout le classement final de l'épreuve. La Britannique termine la saison à la troisième place mondiale, tout comme l'équipe.

## Préparation de la saison

### Sponsors et matériel de l'équipe
L'équipe est sponsorisée par Boels Rental, une société de location de matériel de chantier et bricolage, et par Dolmans Landscaping Group une société de paysagisme. De nombreux autres partenaires apportent leur soutien financier à l'équipe.
Au niveau matériel, l'équipe utilise des vélos Specialized, équipés de roues de la même marque. L'équipe dispose également d'un camping car, d'une camionnette pour le matériel et de deux voitures de course.

### Arrivées et départs
La principale de recrue de l'équipe est la championne du monde contre-la-montre en titre Ellen van Dijk. L'Américaine Megan Guarnier rejoint aussi l'équipe, tout comme la Luxembourgeoise Christine Majerus et la championne de Pologne Katarzyna Pawlowska. Nicky Zijlaard et Demi de Jong, juniors en 2013, sont également recrutées, comme Janneke Ensing,.
Au niveau des départs, Martine Bras et Adrie Visser prennent leur retraite. Lucy Martin s'engage avec l'équipe Faren-Kuota et Kim de Baat avec l'équipe Valkenburg-Hotelpark,.
| Arrivée             | Équipe 2013                    |
| ------------------- | ------------------------------ |
| Janneke Ensing      | Ronald McDonald Huis-Groningen |
| Megan Guarnier      | Rabo Liv                       |
| Demi de Jong        | junior                         |
| Christine Majerus   | Sengers Ladies                 |
| Katarzyna Pawłowska | GSD Gestion-Kallisto           |
| Ellen van Dijk      | Specialized-Lululemon          |
| Nicky Zijlaard      | junior                         |

| Départ               | Équipe 2014          |
| -------------------- | -------------------- |
| Kim de Baat          | Parkhotel Valkenburg |
| Martine Bras         | retraite             |
| Lucy Martin          | Faren Kuota          |
| Pauliena Rooijakkers | Parkhotel Valkenburg |
| Adrie Visser         | retraite             |

## Effectif et encadrement

### Effectif
| Coureuse            | Date de naissance | Nationalité | Équipe 2013                    |
| ------------------- | ----------------- | ----------- | ------------------------------ |
| Lizzie Armitstead   | 18 décembre 1988  | Royaume-Uni | Boels Dolmans                  |
| Jessie Daams        | 28 mai 1990       | Belgique    | Boels Dolmans                  |
| Janneke Ensing      | 21 septembre 1986 | Pays-Bas    | Ronald McDonald Huis-Groningen |
| Megan Guarnier      | 4 mai 1985        | États-Unis  | Rabo Liv                       |
| Demi de Jong        | 11 février 1995   | Pays-Bas    | junior                         |
| Sanne van Paassen   | 27 octobre 1988   | Pays-Bas    | Boels Dolmans                  |
| Romy Kasper         | 5 mai 1988        | Allemagne   | Boels Dolmans                  |
| Nina Kessler        | 4 juillet 1988    | Pays-Bas    | Boels Dolmans                  |
| Christine Majerus   | 25 février 1987   | Luxembourg  | Sengers Ladies                 |
| Katarzyna Pawłowska | 16 août 1989      | Pologne     | GSD Gestion-Kallisto           |
| Emma Trott          | 24 décembre 1989  | Royaume-Uni | Boels Dolmans                  |
| Eleonora van Dijk   | 2 février 1987    | Pays-Bas    | Specialized-Lululemon          |
| Marieke van Wanroij | 5 juillet 1979    | Pays-Bas    | Boels Dolmans                  |
| Nicky Zijlaard      | 21 novembre 1995  | Pays-Bas    | junior                         |

### Encadrement
Encadrement : 
- Directeur général : Erwin Janssen
- Directeur sportif : Steven Rooks
- Directeur sportif adjoint : Bram Sevens, Danny Stam
- Responsable communication : Yvo Hoppers
- Directeur financier : Marten De Lange
- Entraîneur : Robert Slippens
- Soigneuse : Ellen van den Ackerveken
- Physiothérapeute : Tomasz Czapelski
- Mécanicien : Richard Steege
- Chauffeur : Remi Nijsten

## Déroulement de la saison

### Février: Qatar
L'équipe commence la saison au Tour du Qatar. Lizzie Armitstead termine à la cinquième place de la première étape et à la deuxième place de la troisième.

### Mars-avril: Classiques
Sur la première classique de la saison : le circuit Het Nieuwsblad, Armitstead part en échappée avec Amy Pieters et Emma Johansson. Elle se fait battre au sprint et termine troisième. Quelques jours plus tard, Ellen van Dijk termine quatrième du Samyn des Dames. Le Omloop van het Hageland permet à l'équipe d'obtenir sa première victoire de la saison. Armitstead part en échappée avec Emma Johansson et la domine au sprint. Cette victoire met également fin à une disette durant depuis son titre de championne de Grande-Bretagne 2013 obtenu en juin pour Armitstead. Sa dernière victoire UCI remontait au Omloop van het Hageland 2012. Le 13 mars, elle termine troisième du Drentse 8 van Dwingeloo. Deux jours plus tard, l'équipe participe à la première manche de coupe du monde : le Tour de Drenthe. La sélection se fait dans le premier passage de la côte dite du VAM. À son sommet, un groupe de quinze coureuses s'extirpe, parmi elles on compte Ellen van Dijk et Lizzie Armitstead. Anna van der Breggen et Iris Slappendel s'échappent du groupe, mais grâce au travail d'Ellen van Dijk le groupe de poursuite revient à quelques encablures. Lizzie Armitstead bouche alors le trou et rejoint van der Breggen, Slappendel ayant lâché.. Elle la bat finalement au sprint. Armitstead se montre très satisfaite et remercie van Dijk pour son travail,. Lors du Trofeo Alfredo Binda-Comune di Cittiglio, van Dijk et Armitstead font partie du groupe de tête. La première lance au sprint la seconde qui est deuxième derrière Johansson. Van Dijk est huitième. Le même jour à Gand-Wevelgem, Janneke Ensing termine deuxième.  

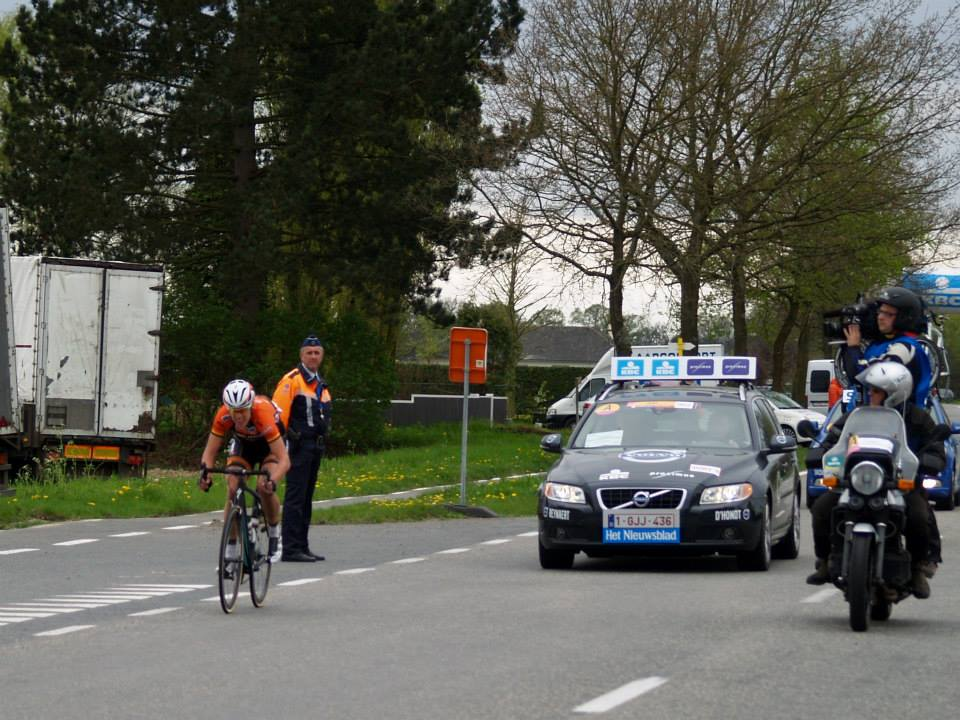
Ellen van Dijk roule seule vers la victoire au Tour des Flandres

Le 7 avril, au Tour des Flandres, Ellen van Dijk place une puissance attaque en haut du Kruisberg et s'échappe vers la victoire. Elle termine avec plus d'une minute d'avance sur le groupe des poursuivants dans lequel se trouve Lizzie Armitstead. Cette dernière gagne le sprint devant Johansson, l'équipe réalise donc le doublé. Ellen van Dijk déclare qu'avec sa victoire aux championnats du monde contre-la-montre, il s'agit de la plus grande victoire de sa carrière. À l'Energiewacht Tour, l'équipe fait plusieurs podiums sans parvenir à obtenir la victoire : Armitstead est deuxième de la première étape et troisième des deuxième et quatrième étapes. Dans le contre-la-montre par équipe de l'étape 3b, Boels Dolmans est deuxième derrière l'équipe Specialized-Lululemon. Sur la Flèche wallonne, Lizzie Armitstead n'est battue que par Pauline Ferrand-Prévot dans l'ascension du mur de Huy. Elle est donc trois fois d'affilée deuxième d'une manche de coupe du monde. Ellen van Dijk est dixième. À la fin du mois, Ellen van Dijk remporte pour la troisième fois consécutives le contre-la-montre du circuit de Borsele. Sur la course en ligne du même nom, elle termine troisième du sprint massif.

### Mai
Au Festival luxembourgeois du cyclisme féminin Elsy Jacobs, Ellen van Dijk est deuxième du prologue, deux secondes derrière Marianne Vos. Le même jour, Nina Kessler termine troisième du Tour d'Overijssel. Mi-mai a lieu le premier Women's Tour en Grande-Bretagne. Lizzie Armitstead porte le maillot de la meilleure coureuse britannique entre l'étape deux et quatre, mais le perd finalement au profit de Lucy Garner. Lors de la quatrième étape, Emma Trott annonce sa décision de prendre sa retraite à la fin du Women's Tour. Elle explique son choix en disant ne plus souhaiter être professionnelle et vouloir partir en Nouvelle-Zélande. Au même moment, aux Jeux panaméricains, Megan Guarnier remporte la médaille de bronze sur l'épreuve du contre-la-montre, puis deux jours plus tard l'argent sur la course en ligne. Le même mois, elle termine deuxième des Championnats des États-Unis.
L'équipe se rend au Tour de l'île de Chongming avec une équipe B. Nina Kessler se classe dix-septième de l'épreuve de coupe du monde. Fin mai, sur la Boels Rental Hills Classic qui est sponsorisé par Boels Rental comme l'équipe, Ellen van Dijk et Katarzyna Pawlowska font partie de l'échappée de six coureuses. À la fin de la course, trois sont toujours à l'avant donc la Néerlandaise. Dans la dernière ligne droite, légèrement ascendante elle termine deuxième derrière Johansson mais devant Amy Pieters. Ellen van Dijk se console avec le prix de la montagne de la course.

### Juin: Espagne et championnats nationaux

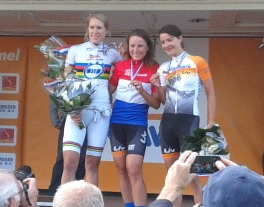
Ellen van Dijk est deuxième du championnats des Pays-Bas contre-la-montre seulement deux centièmes derrière Annemiek van Vleuten

L'équipe effectue en juin une reconnaissance du circuit du mondial à Ponferrada puis participe à la Durango-Durango Emakumeen Saria. Lizzie Armitstead passe les côtes avec le groupe de tête et dispute le sprint pour la victoire. Elle se fait battre par Marianne Vos et termine deuxième. Quelques jours après débute la Emakumeen Euskal Bira dans la même région. Armitstead est respectivement quatrième et deuxième des deux premières étapes. Megan Guarnier est deux fois cinquième dans les deux étapes suivantes. Elle termine sixième du classement général.
Sur les championnats nationaux, Christine Majerus gagne à la fois l'épreuve du contre-la-montre et en ligne. Aux Pays-Bas, Ellen van Dijk est deuxième du chrono, seulement battue par Annemiek van Vleuten de deux centièmes. Katarzyna Pawlowska est également deuxième du contre-la-montre en Pologne. Lizzie Armitstead termine troisième de la course en ligne britannique.

### Juillet: courses par étapes

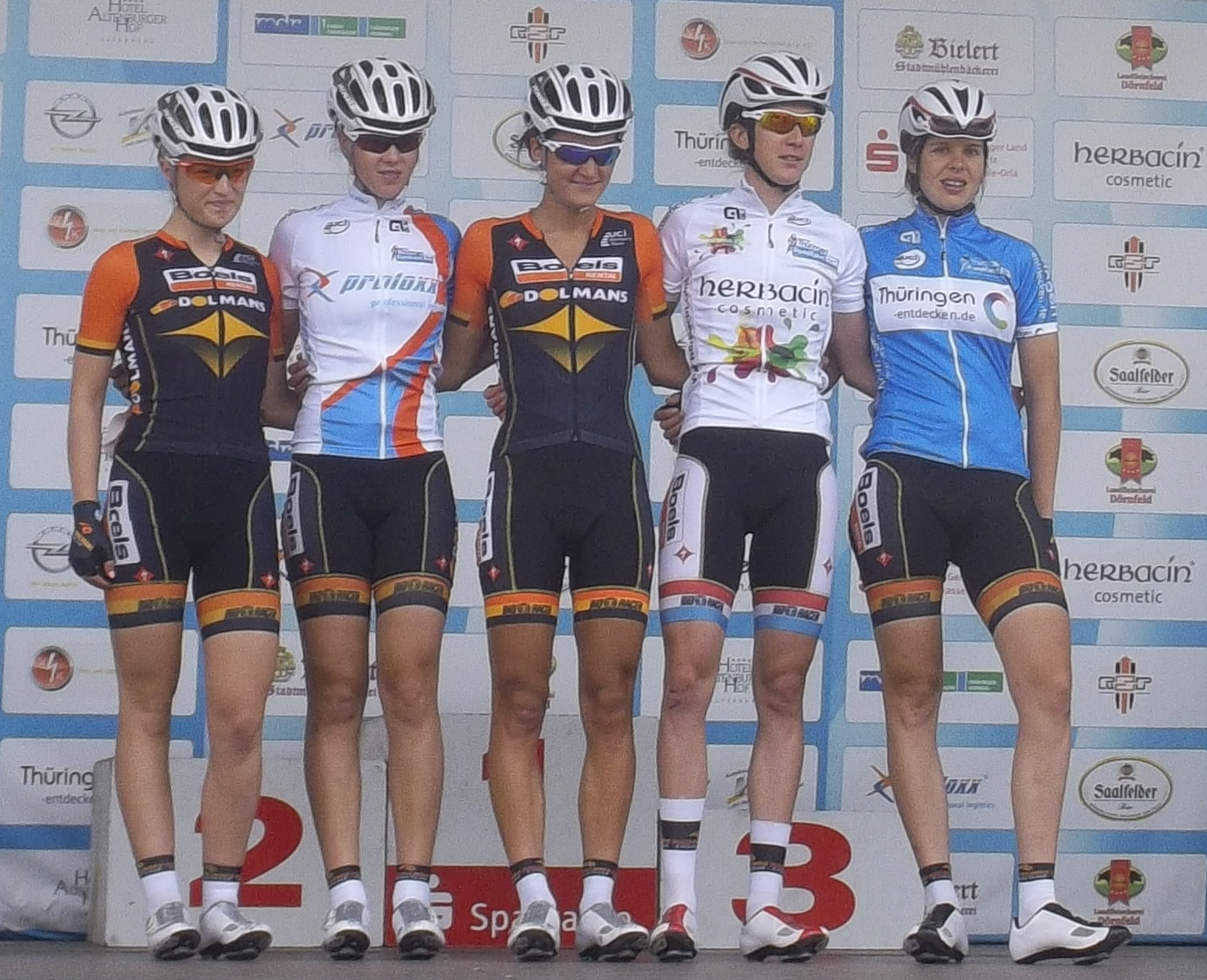
Équipe au Tour de Thuringe

L'objectif de l'équipe pour le Tour d'Italie est de placée Megan Guarnier dans le top 5. Ellen van Dijk termine huitième du prologue. Sur la première étape, Guarnier prend la cinquième place. L'étape suivante lui permet de remonter de la huitième à la cinquième place du classement général. Elle perd ensuite du temps dans l'étape six, rétrogradant à la dixième place. La huitième étape lui permet de se replacer, elle y termine cinquième et remonte à la septième place du classement général, place à laquelle elle termine la course. L'équipe participe ensuite au Tour de Thuringe. Christine Majerus est deuxième du prologue derrière Lisa Brennauer. Lizzie Armitstead gagne la première étape en devançant sur la ligne ses compagnons d'échappée Lisa Brennauer et Evelyn Stevens, toutes deux de l'équipe Specialized-Lululemon. Romy Kasper, qui y joue à domicile, part en échappée dans la deuxième étape avec Reta Trotman puis la bat au sprint. C'est sa première victoire dans une course internationale. Demi De Jong qui portait le maillot de la meilleure jeune depuis le prologue le perd après cette étape. Armitstead prend la troisième place de cette étape. Sur l'étape suivante, Armitstead s'échappe de nouveau avec Evelyn Stevens mais est cette fois battue dans le sprint. Le lendemain, la Britannique gagne le sprint du peloton derrière les deux échappées. Elle finit le Tour à la deuxième place derrière l'Américaine. Elle remporte également le classement par points, celui de la montagne. L'équipe court en parallèle le BeNe Ladies Tour, où Megan Guarnier est quatrième de l'étape 2b.
Sur La course by Le Tour de France, Ellen van Dijk tente de nombreuses fois sa chance et est la seule coureuse à vraiment réussir à présenter un danger pour le peloton. Armitstead et Kasper essaient aussi mais en vain. La course se termine donc par un sprint massif dans lequel l'équipe n'est pas représentée, Armitstead ayant chuté avec Ferrand-Prevot à un kilomètre de la ligne,,.

### Août-Septembre
Au contre-la-montre par équipes de l'Open de Suède Vårgårda, Boels Dolmans termine troisième ce qui permet à la formation d'espérer une médaille lors des prochains championnats du monde. Début septembre, Ellen van Dijk remporte le contre-la-montre du Boels Rental Ladies Tour avec douze secondes d'avance sur Lisa Brennauer. Il s'agit de sa première victoire en contre-la-montre de la saison. Elle termine l'épreuve à la troisième place du classement général. Elle participe ensuite au chrono champenois. À mi-parcours, elle compte trente-neuf secondes d'avance sur l'Ukrainienne Hanna Solovey, mais doit finalement s'incliner pour huit secondes une erreur d'aiguillage lui ayant couté près d'une minute. Aux championnats du monde, elle termine à une décevante septième place. Elle a faibli sur la fin. La pluie torrentielle qui tombe à la fin de l'épreuve explique également quelques secondes perdues face à la concurrence partie plus tôt.
Sur la course en ligne des championnats du monde, seules Marianne Vos, Lizzie Armitstead et Elisa Longo Borghini parviennent à suivre l'attaque d'Emma Johansson dans la dernière ascension. Elles effectuent la descente ensemble, mais ne coopèrent pas sur le plat. Emma Johansson part mais est prise en chasse par Marianne Vos. Elisa Longo Borghini place un contre, mais la Néerlandaise réagit aussitôt. Les quatre échappées tergiversent au passage de la flamme rouge. Elles sont reprises par le groupe de poursuivantes. Lizzie Armitstead se classe septième.

## Bilan de la saison

### Victoires

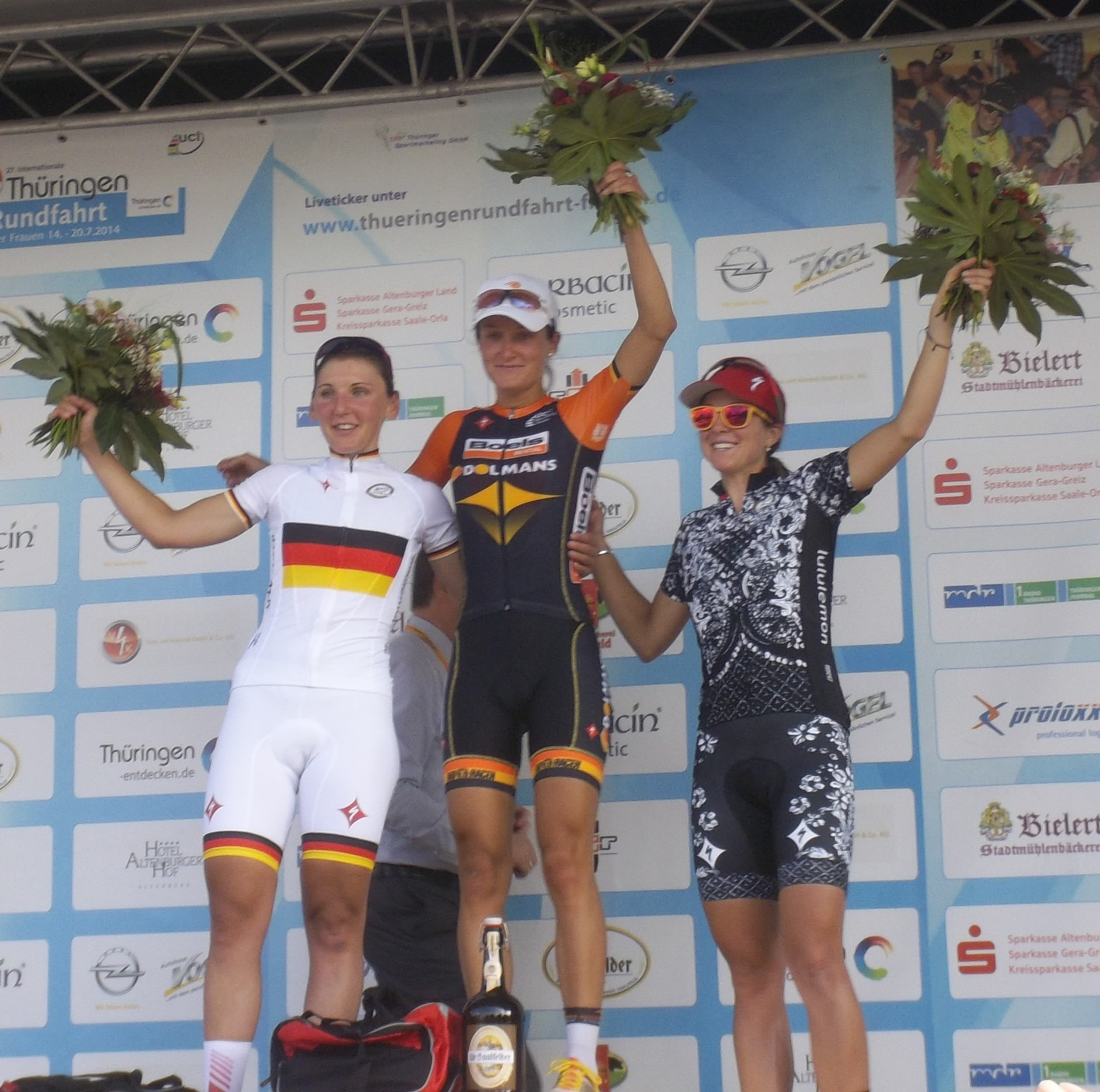
Podium de la première étape du Tour de Thuringe.

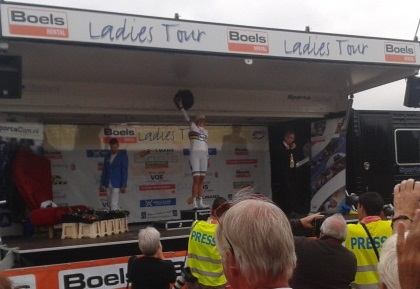
Ellen van Dijk sur le podium du Boels Rental Ladies Tour

| Date        | Pays        | Course                                | Cat. | Vainqueur         |
| ----------- | ----------- | ------------------------------------- | ---- | ----------------- |
| 9 mars      | Belgique    | Omloop van het Hageland               | 1.2  | Lizzie Armitstead |
| 15 mars     | Pays-Bas    | Tour de Drenthe                       | CDM  | Lizzie Armitstead |
| 6 avril     | Belgique    | Tour des Flandres                     | CDM  | Ellen van Dijk    |
| 15 juillet  | Allemagne   | 1re étape du Tour de Thuringe         | 2.1  | Lizzie Armitstead |
| 16 juillet  | Allemagne   | 2e étape du Tour de Thuringe          | 2.1  | Romy Kasper       |
| 3 août      | Royaume-Uni | Jeux du Commonwealth                  |      | Lizzie Armitstead |
| 2 septembre | Pays-Bas    | 1re étape du Boels Rental Ladies Tour | 2.1  | Ellen van Dijk    |

| Date    | Pays | Course                                     | Vainqueur         |
| ------- | ---- | ------------------------------------------ | ----------------- |
| 26 juin |      | Championnat du Luxembourg contre-la-montre | Christine Majerus |
| 29 juin |      | Championnat du Luxembourg sur route        | Christine Majerus |

### Résultats sur les courses majeures

#### Coupe du monde
| Date     | # | Course                                   | Meilleure classée | Classement |
| -------- | - | ---------------------------------------- | ----------------- | ---------- |
| 15 mars  | 1 | Tour de Drenthe                          | Lizzie Armitstead | 1re        |
| 30 mars  | 2 | Trofeo Alfredo Binda-Comune di Cittiglio | Lizzie Armitstead | 2e         |
| 6 avril  | 3 | Tour des Flandres                        | Eleonora van Dijk | 1re        |
| 23 avril | 4 | Flèche wallonne                          | Lizzie Armitstead | 2e         |
| 18 mai   | 5 | Tour de l'île de Chongming               | Nina Kessler      | 17e        |
| 3 août   | 6 | Tour de Bochum                           | Christine Majerus | 6e         |
| 22 août  | 7 | Open de Suède Vårgårda TTT               | Boels Dolmans     | 3e         |
| 24 août  | 8 | Open de Suède Vårgårda                   | Lizzie Armitstead | 8e         |
| 30 août  | 9 | GP de Plouay-Bretagne                    | Lizzie Armitstead | 8e         |

Au classement final, Lizzie Armitstead remporte la coupe du monde, Ellen van Dijk est septième. L'équipe est deuxième.

#### Grands tours
| Grand tour            | Tour d'Italie           |
| --------------------- | ----------------------- |
| Coureuse (classement) | Megan Guarnier(7e)      |
| Accessits             | pas de victoire d'étape |

## Classement UCI
| Rang | Coureuse            | Points |
| ---- | ------------------- | ------ |
| 3    | Lizzie Armitstead   | 923,25 |
| 12   | Ellen van Dijk      | 576,25 |
| 26   | Megan Guarnier      | 297,25 |
| 37   | Christine Majerus   | 185,25 |
| 74   | Nina Kessler        | 98     |
| 86   | Jessie Daams        | 73     |
| 103  | Romy Kasper         | 52     |
| 197  | Katarzyna Pawłowska | 47     |
| 221  | Janneke Ensing      | 38     |
| 513  | Demi De Jong        | 4,25   |

L'équipe termine troisième du classement UCI.